# 미하라 나오키
미하라 나오키(일본어: 三原 直樹, 1987년 6월 19일 ~ )는 일본의 전 축구 선수이다.

## 구단 경력
과거 도쿄 베르디, 파지아노 오카야마에서 활동하였다.